# Song Xiaobo
Song Xiaobo (宋曉波T, 宋晓波S, Sòng XiǎobōP; Pechino, 8 settembre 1958) è un'ex cestista cinese.

## Carriera
Con la Cina ha disputato i Giochi olimpici di Los Angeles 1984 e i Campionati del mondo del 1983.